# Sinibrama
Sinibrama és un gènere de peixos de la família dels ciprínids i de l'ordre dels cipriniformes.

## Taxonomia
- Sinibrama affinis (Vaillant, 1892)[3]
- Sinibrama longianalis (Xie, Xie & Zhang, 2003)[4]
- Sinibrama macrops (Günther, 1868)[5]
- Sinibrama melrosei (Nichols & Pope, 1927)[6]
- Sinibrama taeniatus (Nichols, 1941)[7]
- Sinibrama wui (Rendahl, 1932)[8][9][10][11][12]